# Hans Reiter (Mathematiker)
Hans Jakob Reiter (* 26. November 1921 in Wien; † 13. August 1992) war ein österreichischer Mathematiker.
Hans Reiter musste seine Heimatstadt nach dem Anschluss vor der Matura verlassen. Über Italien gelangte er nach Brasilien, wo er bei André Weil studierte. 1952 promovierte er an der Rice University in Houston bei Szolem Mandelbrojt. Seit 1952 Assistent an der Universität Wien und wurde 1971 nach verschiedenen Auslandsaufenthalten, darunter von 1964 bis 1971 als Professor an der Universität Utrecht, in Wien Professor. 
Er verfasste das Standardwerk Classical Harmonic Analysis and Locally Compact Groups.